# 石北本線
石北本線（せきほくほんせん）は、北海道旭川市の新旭川駅から北見市の北見駅を経て、網走市の網走駅を結ぶ北海道旅客鉄道（JR北海道）の鉄道路線（地方交通線）である。

## 概要
北見・網走を目指して建設された複数の路線が繋ぎ合わされて完成した路線である。一つ目は名寄から興部、遠軽を経て北見に至る湧別線ルート、二つ目は十勝地方の池田から北見、網走に至る網走本線ルート、三つ目は旭川から北見峠を越えて遠軽を短絡する石北線ルートである。1932年（昭和7年）10月1日に難所だった北見峠を越える石北線が全通して、旭川から北見・網走方面を結ぶ最短経路の鉄道が開通した。
当初、札幌方面と北見を結ぶルートは札幌駅 - 旭川駅 - 富良野駅 - 池田駅 - 北見駅のルートであり、その後根室本線の滝川駅 - 富良野駅間の開通でさらに短絡化された。のちに名寄本線が開通して少し短絡され、その後石北本線の全通により現在のルートが最短となった。
石北本線が名実ともに現在の形となるのは、1961年（昭和36年）4月1日に線区の整理統合が行われてからである。現在も遠軽駅の線形がスイッチバックであることが、石北本線の複雑な生い立ちを物語っている。
路線名は令制国名の石狩国と北見国から採られている。
留辺蘂町（現在の北見市）から生田原町（現在の遠軽町）にかけての常紋トンネルの工事では、建設にあたって人柱が立てられ、実際にトンネル内から人骨が発掘されたという報告があり、それに纏わる怪談話も少なからず伝えられている。

## 歴史

### 全通前

#### 新旭川駅 - 中越駅間（石北西線）
- 1922年（大正11年）11月4日：国有鉄道石北線として、新旭川駅 - 愛別駅間が開業[2][8][新聞 1]。同区間に新旭川・東旭川・桜岡・当麻・伊香牛・愛別の各駅を新設[4][9]。
- 1923年（大正12年）11月15日：石北線の愛別駅 - 上川駅間が延伸開業[2][8][新聞 2]。同区間に中愛別・安足間・上川の各駅を新設[4][9]。
- 1927年（昭和2年）10月10日：新旭川駅 - 上川駅間を石北西線に線名改称[新聞 3]。
- 1929年（昭和4年）11月20日：石北西線の上川駅 - 中越駅間が延伸開業[2][8][新聞 4]。同区間に天幕・中越の各駅を新設[4][9]。

#### 中越駅 - 遠軽駅間（石北東線）
- 1927年（昭和2年）10月10日：国有鉄道石北東線として、遠軽駅 - 丸瀬布駅間が開業[2][8][新聞 3]。同区間に瀬戸瀬・丸瀬布の各駅を新設[4][9]。
- 1929年（昭和4年）8月12日：石北東線の丸瀬布駅 - 白滝駅間が延伸開業[2][8][新聞 5]。同区間に下白滝・白滝の各駅を新設[4][9]。
- 1932年（昭和7年）10月1日：石北東線の中越駅 - 白滝駅間が延伸開業[2][8][新聞 6]。同区間に上越・奥白滝・上白滝の各駅を新設[9]。同時に、湧別線の遠軽駅 - 野付牛駅間を編入し、新旭川駅 - 野付牛駅間を石北線と改称[8][新聞 6]。

#### 遠軽駅 - 野付牛駅（北見駅）間（湧別線）

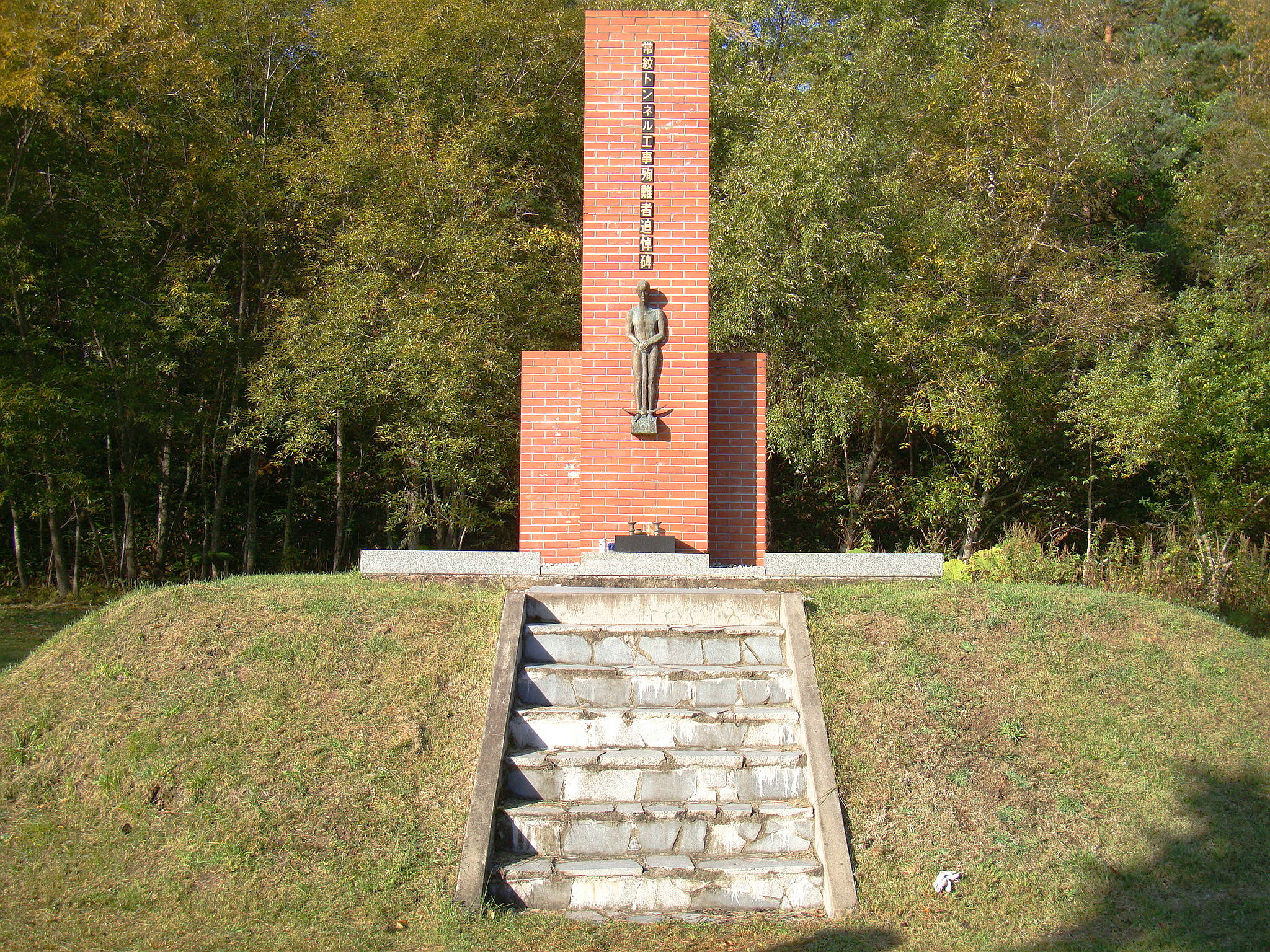
常紋トンネル工事殉職者追悼碑

- 1912年（大正元年）11月18日：湧別軽便線の野付牛駅 - 留辺蘂駅間が開業し[2][10][新聞 7]、同区間に相ノ内・上相ノ内・留辺蘂の各駅を新設[4][9]。
- 1914年（大正3年）10月5日：野付牛駅 - 留辺蘂駅間を留辺蘂軽便線と改称[新聞 8]。湧別軽便線（軌間：762 mm）の留辺蘂駅 - 下生田原駅間が開業[2][10][新聞 8]。同区間に奔無加・上生田原・下生田原の各駅[9]および常紋信号所を新設[4]。
- 1915年（大正4年）11月1日：湧別軽便線（軌間：762 mm）の下生田原駅 - 遠軽駅（ - 社名淵駅）間が延伸開業[2][10][新聞 9]。同区間に遠軽駅を新設[4][9]。
- 1916年（大正5年）11月7日：留辺蘂駅 - 遠軽駅間を1,067 mm に改軌[10]。野付牛駅 - 遠軽駅 - 社名淵駅間を湧別軽便線として路線統合[新聞 10]。
- 1922年（大正11年）
  - 4月1日：常紋信号所を信号場に変更。
  - 9月2日：湧別線に線名改称[新聞 11]。
- 1932年（昭和7年）
  - 10月1日：湧別線の遠軽駅 - 野付牛駅間を区間分離し、石北線に編入[10][新聞 6]。

#### 野付牛駅（北見駅） - 網走駅間（網走本線）
- 1911年（明治44年）9月25日：網走線の淕別駅 - 野付牛駅間開業[11]に伴い、野付牛駅を新設[9][新聞 12]。
- 1912年（大正元年）
  - 10月5日：網走線の野付牛駅 - 網走駅（初代）間が延伸開業し[2][10][新聞 13]、池田駅 - 野付牛駅 - 網走駅（初代）間が全通。同区間に端野・緋牛内・美幌・女満別・網走（初代）の各駅を新設[4][9]。
  - 11月18日：池田駅 - 野付牛駅 - 網走駅（初代）間を網走本線に改称[11][新聞 7]。
- 1923年（大正12年）9月1日：呼人駅を新設[4][9][新聞 14]。
- 1932年（昭和7年）12月1日：網走駅（初代）を（貨）浜網走駅に駅名改称し[12]、網走駅（2代）を既設線上に新設[4][9][新聞 15]。網走駅 - 浜網走駅間 (0.8km) を網走本線の貨物支線として区間分離[新聞 15]。

### 全通後

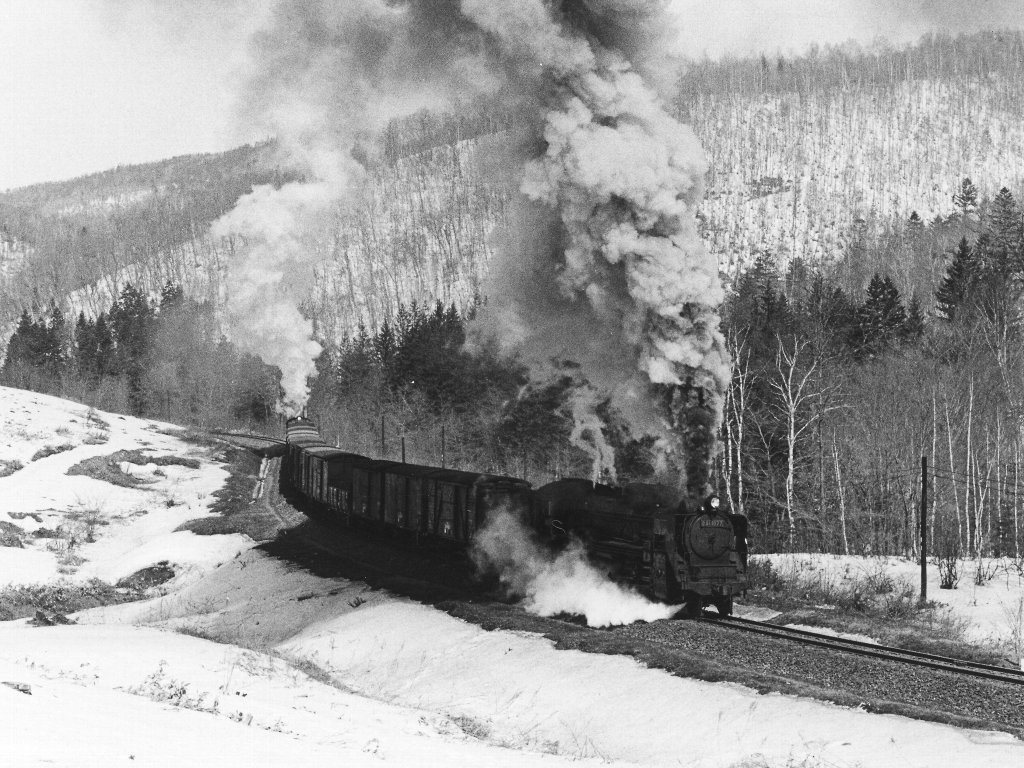
常紋峠付近を走る蒸気機関車（1971年4月）

- 1934年（昭和9年）2月5日：上相ノ内駅を相ノ内駅、相ノ内駅を東相ノ内駅にそれぞれ改称[4][12][新聞 16]。
- 1942年（昭和17年）10月1日：野付牛駅を北見駅に改称[4][12]。
- 1946年（昭和21年）
  - 3月1日：下生田原駅を安国駅、上生田原駅を生田原駅にそれぞれ改称[4][12]。
  - 7月：美野仮乗降場を新設[4]。
  - 12月1日：野上・生野の各仮乗降場を新設[4]。
- 1947年（昭和22年）2月11日：旧白滝・旭野の各仮乗降場を新設[4]。
- 1948年（昭和23年）11月1日：鳥ノ沢仮乗降場を新設[4]。
- 1949年（昭和24年）
  - 5月10日：奥白滝駅 - 上白滝駅間で築堤崩壊。通りがかった上り旅客列車が脱線転覆し、機関助士ら乗員2名死亡、機関士1名重傷[13]。
  - 6月1日：日本国有鉄道法施行に伴い、日本国有鉄道（国鉄）に移管。
- 1950年（昭和25年）
  - 1月15日：旭野仮乗降場を西女満別駅に変更・改称[4][9]。
  - 10月1日：函館駅 - 網走駅間に準急列車1往復新設[8]。
  - 11月1日：下相ノ内仮乗降場を新設[4]。
- 1951年（昭和26年）7月20日：奔無加駅を金華駅に改称[4][12]。
- 1955年（昭和30年）8月20日：留辺蘂駅 - 北見駅間で気動車（レールバス）が運行開始[10]。
- 1956年（昭和31年）
  - 11月1日：伊奈牛仮乗降場を新設[4][9]。
  - この年以降（時期不詳）：美野仮乗降場を廃止[4]。
- 1957年（昭和32年）12月1日：柏陽仮乗降場を新設[4]。
- 1959年（昭和34年）9月22日：旭川駅 - 網走駅間に準急「オホーツク」を新設[8]。
- 1960年（昭和35年）5月2日：北日ノ出・将軍山・愛山・東雲の各仮乗降場を新設[4]。

### 路線名統合後
- 1961年（昭和36年）
  - 4月1日：石北線と網走本線の北見駅 - 網走駅間および網走駅 - （貨）浜網走駅間（貨物支線）を統合し、新旭川駅 - 網走駅間 (234.0km)、貨物支線 (0.8km) を石北本線に改称[7][8]。
  - 10月1日：函館駅 - 網走駅間に急行「オホーツク」を新設[8]。
- 1964年（昭和39年）10月1日：函館駅 - 網走駅間に特急「おおとり」を新設[8]。
- 1967年（昭和42年）
  - 10月1日：下相ノ内仮乗降場を廃止[4]。
  - 11月15日：野上仮乗降場を新栄野仮乗降場に改称[4]。
- 1969年（昭和44年）11月1日：網走駅 - 浜網走駅間（貨物支線）を改キロ（0.8km→1.3km）。
- 1971年（昭和46年）
  - 7月1日：鳥ノ沢仮乗降場を廃止[4]。
  - 12月24日：全国最後の蒸気機関車牽引の急行「大雪6号」が、ディーゼル機関車牽引による運行に変更[8]。
- 1972年（昭和47年）10月2日：札幌駅 - 網走駅間に特急「オホーツク」を新設[10]。
- 1975年（昭和50年）
  - 5月31日：北見駅 - 網走駅間で「SLさよなら列車」を運行（C58 418牽引）[10]。
  - 12月25日：上越駅を信号場（仮乗降場）に変更[4][8][9]（のち仮乗降場扱いも停止）。
- 1977年（昭和52年）9月18日：日本初の地下化による連続立体交差事業（北見トンネル）により、東相ノ内駅 - 北見駅間を地下化[14][6]。
- 1980年（昭和55年）10月1日：東旭川駅 - 北旭川駅間の貨物支線 (6.2km) 開業[15]。客貨混合列車を全面廃止し、客貨分離を達成[8]。
- 1983年（昭和58年）1月10日：新旭川駅 - 網走駅間で列車集中制御装置 (CTC) の使用を開始[16]。
- 1984年（昭和59年）2月1日：網走駅 - （貨）浜網走駅間の貨物支線を廃止 (-1.3km)[4][10]。同区間の（貨）浜網走駅を廃止[9]。
- 1986年（昭和61年）11月1日：この時のダイヤ改正により以下のように変更。
  - 東旭川駅 - （貨）北旭川駅間の貨物支線を休止 (-6.2km)。
  - 南永山[8]・西北見[10]・愛し野[10]の各臨時乗降場を新設[4][9]。
  - 旭川・北見圏の普通列車を増発、同時に「マイタウン列車」として旭川駅 - 伊香牛駅間の普通列車[注釈 1]に「とうま」、旭川駅 - 上川駅間の普通列車に「そううん」[注釈 2]、遠軽駅 - 網走駅間（区間列車も含む）の普通列車に「はまなす」の列車名が付与される（他線直通列車は石北本線内のみ列車名適用）。列車名の廃止時期は不詳[注釈 3]。また、旭川発上川行きの最終は21時台に繰り上げ。
  - 上川駅 - 白滝駅間で普通列車を1往復に削減、遠軽発白滝行きの最終を19時台に繰り上げ。

### 民営化以後
- 1987年（昭和62年）4月1日：国鉄分割民営化に伴い、北海道旅客鉄道（JR北海道）が第一種鉄道事業者として全線を承継。日本貨物鉄道（JR貨物）が新旭川駅 - 北見駅間および美幌駅 - 網走駅間の第二種鉄道事業者となる。南永山・西北見・愛し野の各臨時乗降場を駅に変更[4]。北見駅 - 美幌駅間の貨物営業を廃止。東旭川駅 - 北旭川駅間の貨物支線を廃止 (-6.2km) 。北日ノ出[8][9]・将軍山[8][9]・愛山[8][9]・東雲[8][9]・旧白滝[8][9]・伊奈牛・新栄野[8][9]・生野[10][9]・柏陽[10][9]の各仮乗降場を駅に変更[4]。
- 1988年（昭和63年）11月3日：新旭川駅 - 上川駅間の東旭川・桜岡・当麻・伊香牛・安足間駅の地上設備の改良工事[注釈 4]が行なわれ、これにより駅構内の通過速度が向上し、優等列車において最大7分の所要時間短縮が図られた[18]。
- 1990年（平成2年）9月1日：伊奈牛駅を廃止[4][9]。
- 1992年（平成4年）
  - 3月14日：全線で普通列車のワンマン運転開始[19]。
  - 10月1日：北見駅 - 愛し野駅間高架化[20][21]。柏陽駅を愛し野方に600 m移設[21]。
- 1993年（平成5年）11月：新旭川駅 - 網走駅間でATS-SN使用開始[新聞 17]。
- 1997年（平成9年）4月1日：相ノ内駅を相内駅、東相ノ内駅を東相内駅にそれぞれ改称[4][10][12][新聞 18]。
- 2000年（平成12年）4月1日：西留辺蘂駅を新設[4][10][9]。
- 2001年（平成13年）7月1日：天幕駅を廃止[4][8][9]。中越・奥白滝の各駅を信号場に変更[4][8][9]。
- 2002年（平成14年）4月1日：JR貨物の美幌駅 - 網走駅間の第二種鉄道事業を廃止 (-27.9km)[22][23]。
- 2003年（平成15年）3月1日：旭川駅 - 上川駅間で最終を5分ほど繰り上げ。
- 2006年（平成18年）3月18日：新栄野駅を廃止[4][報道 2]。
- 2007年（平成19年）
  - 3月1日：緋牛内駅 - 美幌駅間の踏切内に進入したトレーラーに普通列車が衝突して脱線。卒業式に向かう乗客・乗務員ら51人が負傷する事故が発生[報道 3]。
  - 10月1日：全線で駅ナンバリングを実施[報道 4]。
- 2015年（平成27年）
  - 8月1日：大雨の影響で下白滝駅 - 丸瀬布駅間の線路の土砂が流出したため、上川駅 - 遠軽駅間で運転見合わせ[報道 5][報道 6][新聞 19]。
  - 8月8日：午後に復旧し上川駅 - 遠軽駅間も運転再開[報道 7][新聞 20][新聞 21]。
- 2016年（平成28年）
  - 3月26日：上白滝駅[24][報道 8]・旧白滝駅[24][報道 8]を廃止。下白滝駅[報道 8]・金華駅[報道 8]が信号場に変更され、下白滝信号場[25][24][新聞 22]・金華信号場[26][24][新聞 22]となる。上川駅 - 網走駅間で普通列車の本数を削減[報道 9][報道 10]。
  - 8月21日：台風9号接近に伴い、特急「オホーツク」が運休[新聞 23]。
  - 8月23日：台風9号による降雨災害の影響で、上川駅 - 中越信号場間 (新旭川起点53.100 km 地点) の路盤・道床が流出[報道 11][報道 12]、上越信号場 - 奥白滝信号場間 (新旭川起点70.061 km 地点付近) の排水設備に土砂が堆積（8月24日復旧）[報道 12]、奥白滝信号場 - 白滝駅間 (新旭川起点76.690 km 地点) の盛土が崩壊[報道 12]。また、上越信号場 - 奥白滝信号場間の復旧資材を運搬していた作業用機械（TMC500形モーターカー）が上川駅 - 中越信号場間の被災現場で脱線し、乗務していた保線作業員3名が負傷する事故が発生[報道 11][報道 12][新聞 24]。また、不通による道東地区の貨物列車代行として、北旭川駅 - 北見駅での代行トラック輸送が開始。台風10号の被災における要素も加味されている[報道 13]。
  - 8月25日：旭川駅 - 上川駅間が午後から運行再開、上川駅 - 白滝駅間は引き続き終日運転見合わせ[新聞 25]。
  - 9月1日：上川駅 - 遠軽駅間でバス代行輸送を開始[報道 14]。
  - 9月14日：特急「オホーツク」の代替として、遠軽駅 - 網走駅間に臨時快速（列車名なし・キハ40形2両）2往復を運転開始[新聞 26]。
  - 10月1日：上川駅 - 白滝駅間が仮復旧し、運行を再開[報道 15][報道 16][新聞 23][新聞 27][新聞 28]。ただし、車両運用の都合上、特急「オホーツク」2・4号と上り特別快速「きたみ」は翌2日から再開[報道 16][新聞 23][新聞 29]。また、仮復旧のため、当面の間は復旧現場付近は徐行運転を実施[新聞 30]。
- 2017年（平成29年）3月4日：常紋信号場を廃止[26][新聞 31]。
- 2021年（令和3年）
  - 3月13日：北日ノ出駅、将軍山駅、東雲駅、生野駅が廃止[報道 17][報道 18]。
  - 9月27日 - 10月1日・10月4日 - 10月8日：白滝駅 - 遠軽駅間における線路の集中的な修繕工事の実施に伴い、上川駅 - 遠軽駅間の一部列車が運休[報道 19][注釈 5]。
- 2023年（令和5年）8月7日：奥白滝信号場 - 白滝駅間（新旭川駅起点75.400 km 地点）で盛土が崩壊し、同年8月21日の再開まで上川駅 - 白滝駅間で不通となる。前日から大雨のため列車を運休させており人的被害なし[報道 20][新聞 32][新聞 33][新聞 34]。
- 2024年（令和6年）3月15日：愛山駅を廃止[報道 21]。

## 存廃問題
2016年（平成28年）11月18日、JR北海道は厳しい経営状況を理由に「自社単独で維持することが困難な路線」として、10路線13区間を発表した。石北本線は「自社単独では老朽土木構造物の更新を含め『安全な鉄道サービス』を持続的に維持するための費用を確保できない線区」とされた。
維持する場合、運営赤字のほか、今後20年間の土木構造物の大規模修繕・更新に57億円（概算）、車両（47両、うち特急用車両20両）の更新に114億円（概算、うち特急用車両60億円）がかかるとされている。
この指定を受けた線区については各種施策による経費節減や値上げなどの負担、利用促進、上下分離方式などをポイントに、地域と協議の上で輸送サービスを鉄道として維持するか検討を進めていくとしている。
なお、北海道による総合交通政策検討会議が2018年（平成30年）2月10日に発表した「北海道の将来を見据えた鉄道網（維持困難線区）のあり方について」では、「交通政策を推進する上での基本的な考え方」として、本区間は「国土を形成し、本道の骨格を構成する幹線交通ネットワーク として、負担等に係るこれまでの地域での協議を踏まえ、維持に向けてさらに検討を進めるべきである」とし、貨物列車の運行についても「旅客会社が線路の維持管理費の多くを負担している」として、「地域における検討・協議と並行して、関係機関による議論を進めていく必要がある」としている。
オホーツク圏活性化期成会と上川地方総合開発期成会の関係市町村長でつくる石北本線合同会議小委員会の地域協議に2018年4月から日本貨物鉄道（JR貨物）が参加。席上、貨物輸送実績などの情報を提供するとともに、今後も貨物があれば当路線における輸送事業を継続する努力をしたい、との意向を示した。またJR北海道は一定の利用以下の駅・踏切の存廃について、廃止提案の前に地元自治体と協議する方針を示し、過去5年間で1日平均の利用者が3人未満の無人駅5駅（北日ノ出駅・将軍山駅・東雲駅・瀬戸瀬駅・生野駅）と、1日の車両通行量が50台未満かつ5km以内に迂回路がある踏切41カ所の廃止を検討していることを明らかにした。これらを廃止した場合、年間の維持管理費を1駅当たり100万から200万円、踏切は計4100万円削減できるという。
2020年（令和2年）3月6日、上川町が同町に所在する東雲駅の廃止を容認したと北海道新聞が報道した。
2020年（令和2年）12月9日、JR北海道は2021年春のダイヤ改正に合わせて、北日ノ出、将軍山、東雲、生野の各駅を廃止し、瀬戸瀬駅を地元自治体による維持管理に移行することを発表、同月18日には同月9日に廃止方針を示した4駅を2021年3月13日に廃止することを発表している。

## 運行形態
線路名称上の起点は新旭川駅だが、全列車が宗谷本線を経由して旭川駅に乗り入れている。

### 地域輸送
おおむね、「旭川駅 - 上川駅間」・「上川駅・白滝駅 - 遠軽駅間」・「遠軽駅・留辺蘂駅 - 北見駅 - 網走駅間」で運行系統が分けられる。特別快速「大雪」・快速「きたみ」を含むすべての列車がワンマン運転を行っている。

#### 旭川駅 - 上川駅間
旭川市の近郊区間であり、1日8往復程度の普通列車が設定され、日中を除き1 - 2時間に1本の運行となっている。普通列車は旭川駅 - 上川駅間の列車が多いが、上り1本のみ遠軽駅から直通するほか、旭川駅 - 東旭川駅・当麻駅・伊香牛駅間の区間系統もある。上川駅への留置は行わないため、朝・夜には旭川運転所 - 新旭川駅 - 上川駅間に回送列車が設定されている（新旭川駅で進行方向が変わる）。

#### 上川駅 - 白滝駅 - 遠軽駅間
上川駅 - 白滝駅間は、特急「オホーツク」・特別快速「大雪」と快速「きたみ」を除くと、この区間の普通列車は1日1往復（上川発遠軽行きと、遠軽発旭川行きが各1本）のみとなっている。2025年3月のダイヤ改正までは「大雪」が特急として運転されていたため、特急が利用できない「青春18きっぷ」では日豊本線の重岡駅 - 延岡駅間の1.5往復に次ぐ、2往復しか利用できない区間となっていたが、「大雪」の特別快速化により4往復が利用可能となった。上川駅 - 白滝駅間は人口希薄地帯で、民営化後に6駅が廃止または信号場に変更され、中間駅が消滅している。この区間では他に白滝駅 - 遠軽駅間の普通列車が1日1往復運転されている。

#### 遠軽駅 - 北見駅 - 網走駅間
遠軽側では遠軽駅 - 北見駅・網走駅間の普通列車が3.5往復（北見方面3本、遠軽方面4本。この内遠軽行きの1本は西留辺蘂駅を通過）設定されている。以前は朝の下り1本が上川駅から直通していたが、2017年（平成29年）3月4日改正で遠軽駅で系統分割され、遠軽駅を越えて運行する普通列車は消滅した。この区間は特急や特別快速・快速と合わせると1 - 2時間程度に1本の運行となっている。
西留辺蘂駅以東は北見・網走を中心としたダイヤとなっており、西留辺蘂駅・留辺蘂駅・東相内駅から北見駅または網走駅まで運行する系統も多い。西留辺蘂駅を利用する生徒の便宜を図って朝夕に西留辺蘂駅発着の列車が2往復設定されている（金華信号場〈旧・金華駅〉まで回送して折り返し）。留辺蘂駅 - 網走駅間では日中を除き1 - 2時間に1本の運行となっている。一部の列車は北見駅で乗り換えとなる。また一部の列車は釧網本線の知床斜里駅まで直通する（2025年3月ダイヤ改正までは緑駅からの直通も存在した）。知床斜里発の普通列車は北見駅で「大雪」と接続するダイヤが組まれている。下りの知床斜里行き普通列車は網走駅で「オホーツク」の接続を待ってから発車する。
普通列車は基本すべての駅に停車するが、始発列車である4650D（網走発遠軽行き）は一部の駅を通過する。
1990年（平成2年）9月1日から1995年（平成7年）3月15日の間、遠軽駅 - 北見駅 - 網走駅間で快速「あばしり」が1日1往復運転されていた。
- 停車駅：遠軽駅 - （各駅停車） - 北見駅 - 端野駅 - 美幌駅 - 女満別駅 - 網走駅

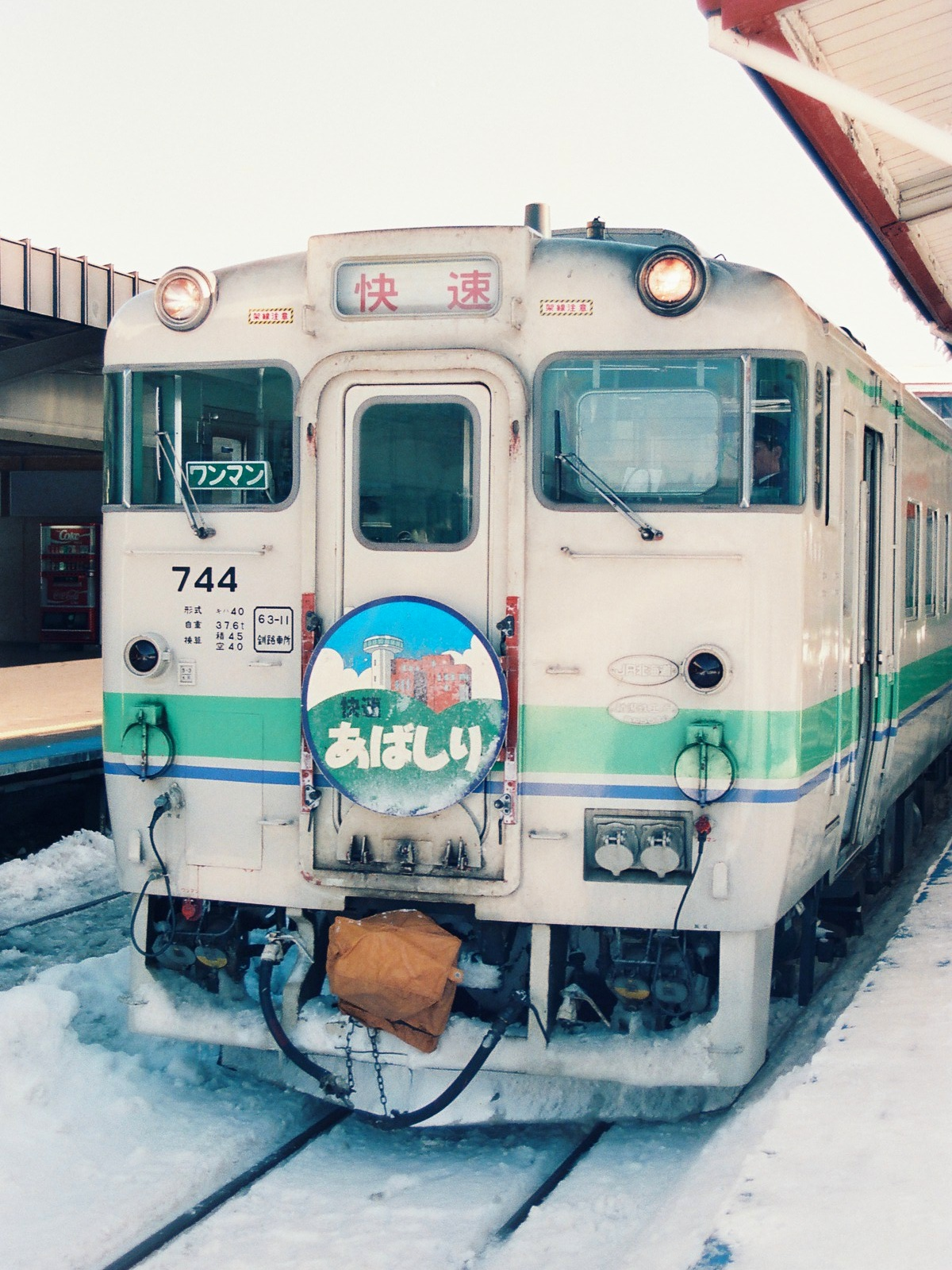
かつて運行されていた快速「あばしり」（1993年2月 網走駅）

### 広域輸送
2025年（令和7年）3月15日改正時点で、札幌駅 - 網走駅間に特急「オホーツク」が2往復運転されている。
加えて、これを補完する形で、旭川駅 - 網走駅間に特急とほぼ同等の停車駅の特別快速「大雪」が2往復、比して停車駅が多い快速「きたみ」が1往復運転されている。「大雪」「きたみ」は札幌駅 - 旭川駅間の特急「ライラック」と接続する。

#### 貨物列車

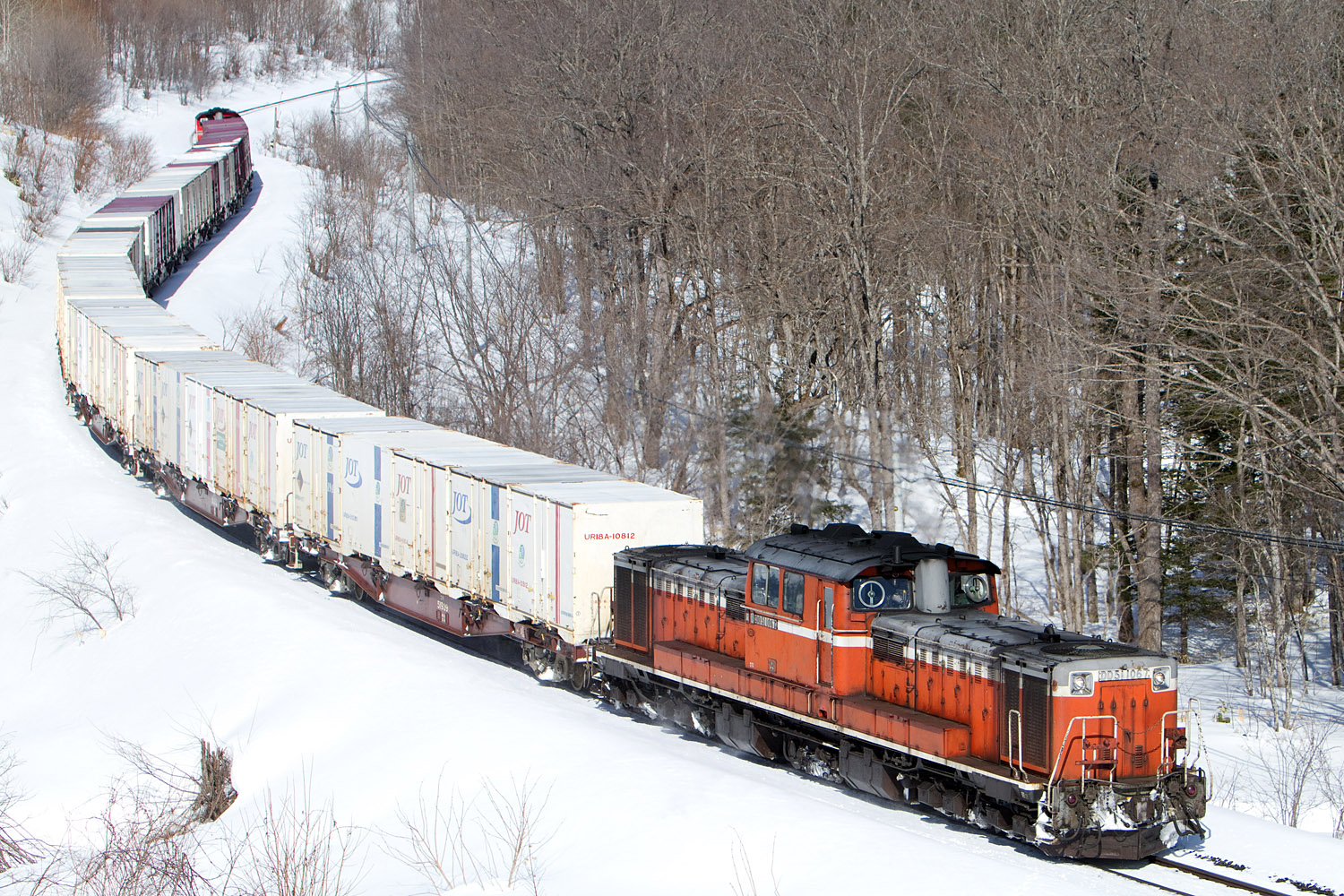
DD51牽引時代の貨物列車（生野 - 金華間）

毎年秋から翌年春にかけて、沿線で収穫された農産物輸送用として臨時貨物列車（通称玉ねぎ列車）が北見駅 - 新旭川駅間に運行されている（新旭川駅より宗谷本線に乗り入れ北旭川駅まで運行）。牽引機関車はDF200形ディーゼル機関車。かつては重連牽引だったが、途中遠軽・新旭川両駅で2度進行方向が変わるため、遠軽・新旭川両駅で機回し（機関車を後方から先頭部へ付け替えること）が必要だった。現在はその手間の解消と、途中の北見峠と常紋峠の急勾配対策のため、コンテナ車の前後に機関車を連結する「プッシュプル方式」に改められている。かつては1日3往復運転されていたが、機関車の老朽化などの問題により2010年（平成22年）度より2往復に減便され、2011年（平成23年）度からは1往復体制となっている。また、2012年（平成24年）春をもって当列車を廃止にすることがJR貨物で検討されていたが、2014年（平成26年）まで存続させることが発表され、2014年（平成26年）3月には収支改善を条件に2014年（平成26年）度以降も運行を継続することがオホーツク圏活性化期成会に通知されている。牽引機関車は2013年（平成25年）度までDD51形ディーゼル機関車が使用されていた。2020年（令和2年）現在も運行は11両編成で1日1往復が設定されている。輸送品目、輸送量はタマネギのほかジャガイモ、砂糖など前年度と約6万トンが見込まれている。
2016年（平成28年）8月23日より台風9号および台風10号の被災により、道東地区の貨物列車の代行として、北旭川駅 - 北見駅でのトラック輸送も成された。路線復旧により同年10月1日より運行再開となった。

## 使用車両

### 現在の使用車両
旅客列車はすべて気動車で運転されている
- H100形：旭川駅 - 網走駅間の普通列車、特別快速「大雪」、快速「きたみ」で使用されている。2021年3月13日より、旭川駅 - 上川駅間の一部の普通列車で運行を開始し[報道 17][報道 18]、翌年3月12日には同区間への追加投入が行われ[報道 27]、2024年3月16日ダイヤ改正で当線の全てのキハ40系とキハ54形を置き換えた[報道 28]。特別快速「きたみ」もH100形に置き換えた上で2両編成に増結した[報道 28]。2025年3月15日のダイヤ改正で特急から特別快速に格下げされた「大雪」もH100形2両編成での運転となった[報道 26]。
- キハ283系：2023年3月18日より、特急「オホーツク」にて使用されている[報道 29]。同日より特急「大雪」にも使用された。
- キハ261系5000番台：2022年1月18日より、「ラベンダー」編成が特急「オホーツク」にて使用されている[報道 30]。同編成は「大雪」にも使用された。

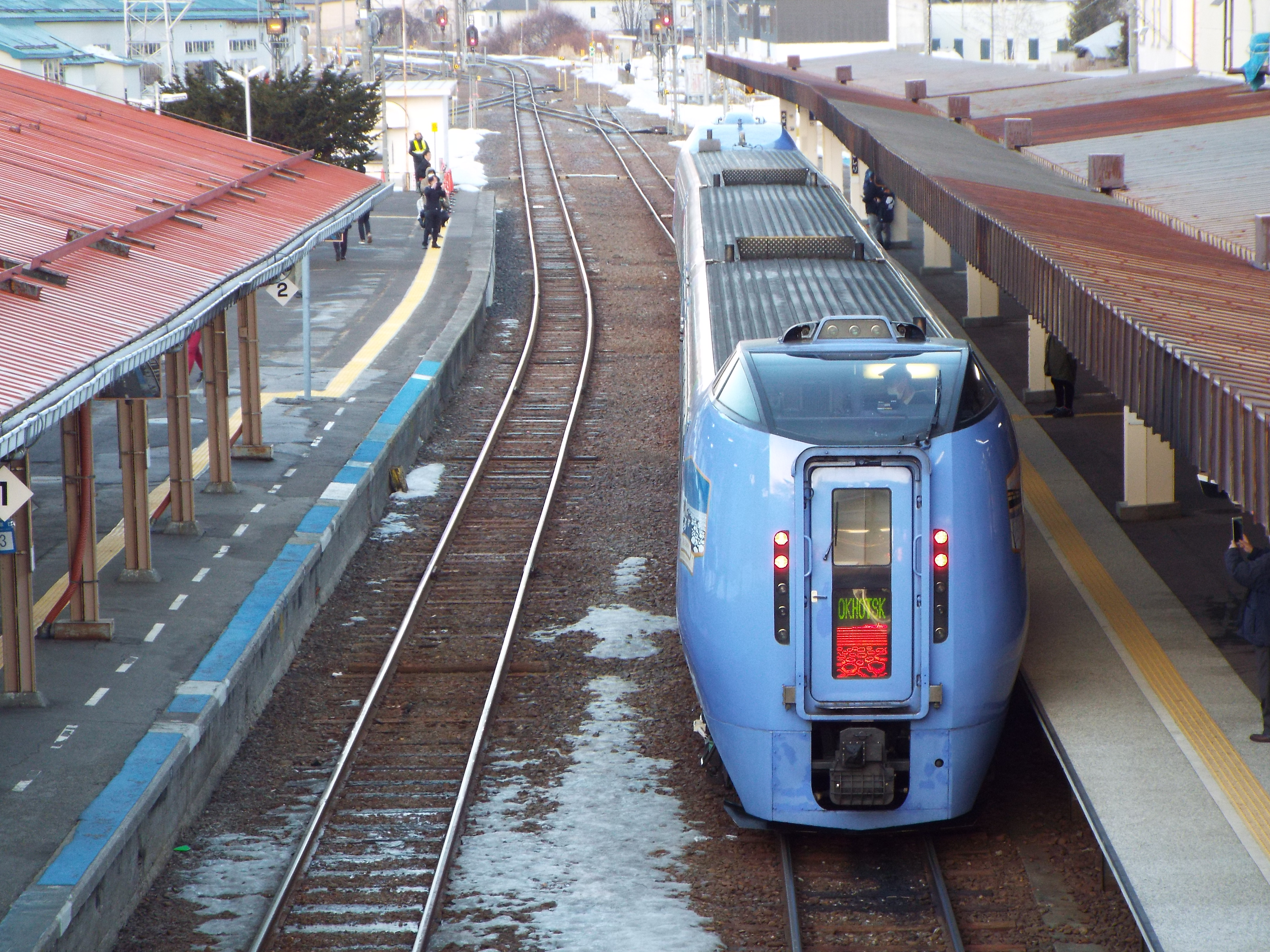
キハ283系
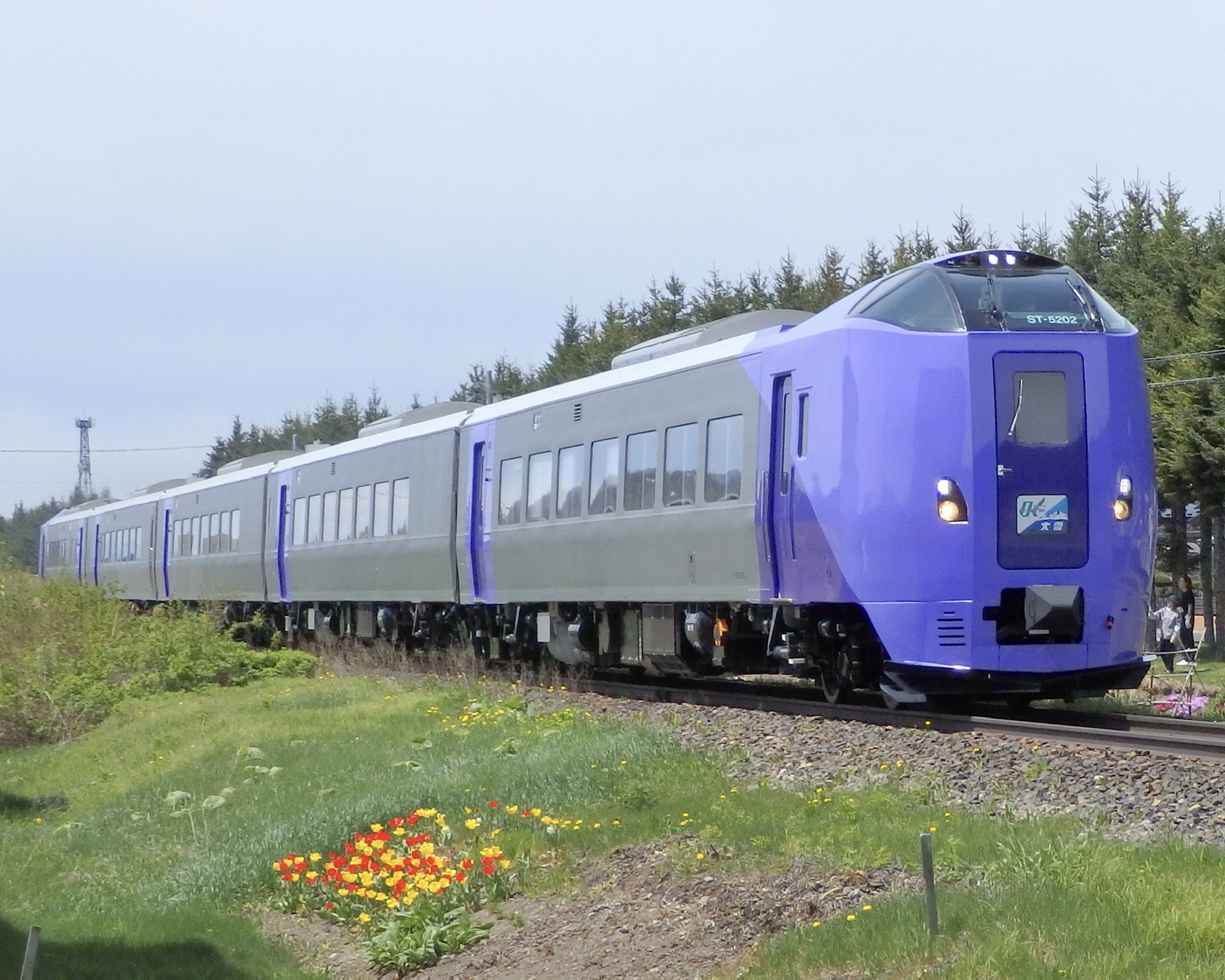
キハ261系5000番台

### 過去の使用車両

#### 蒸気機関車
- 9600形：貨客両用
- D51形：貨客両用
- C58形（北見機関区）：北見 - 網走間の旅客用

#### ディーゼル機関車
- DD51形：貨客両用
- DE10形：常紋峠用補機

#### 気動車
- キハ80系：特急「オホーツク」「おおとり」に使用。
- キハ27形・キハ56形：急行・準急に使用。
- キハ22形：急行・準急・普通に使用。
- キハ54形500番台：特別快速「きたみ」および一部の普通列車で使用。
- キハ40系：普通列車で使用。
- キハ150形：特別快速「きたみ」およびその間合い運用の普通列車の一部で使用。
- キハ183系：特急「オホーツク」「大雪」で使用。2023年3月17日をもって運用離脱した[報道 31]。

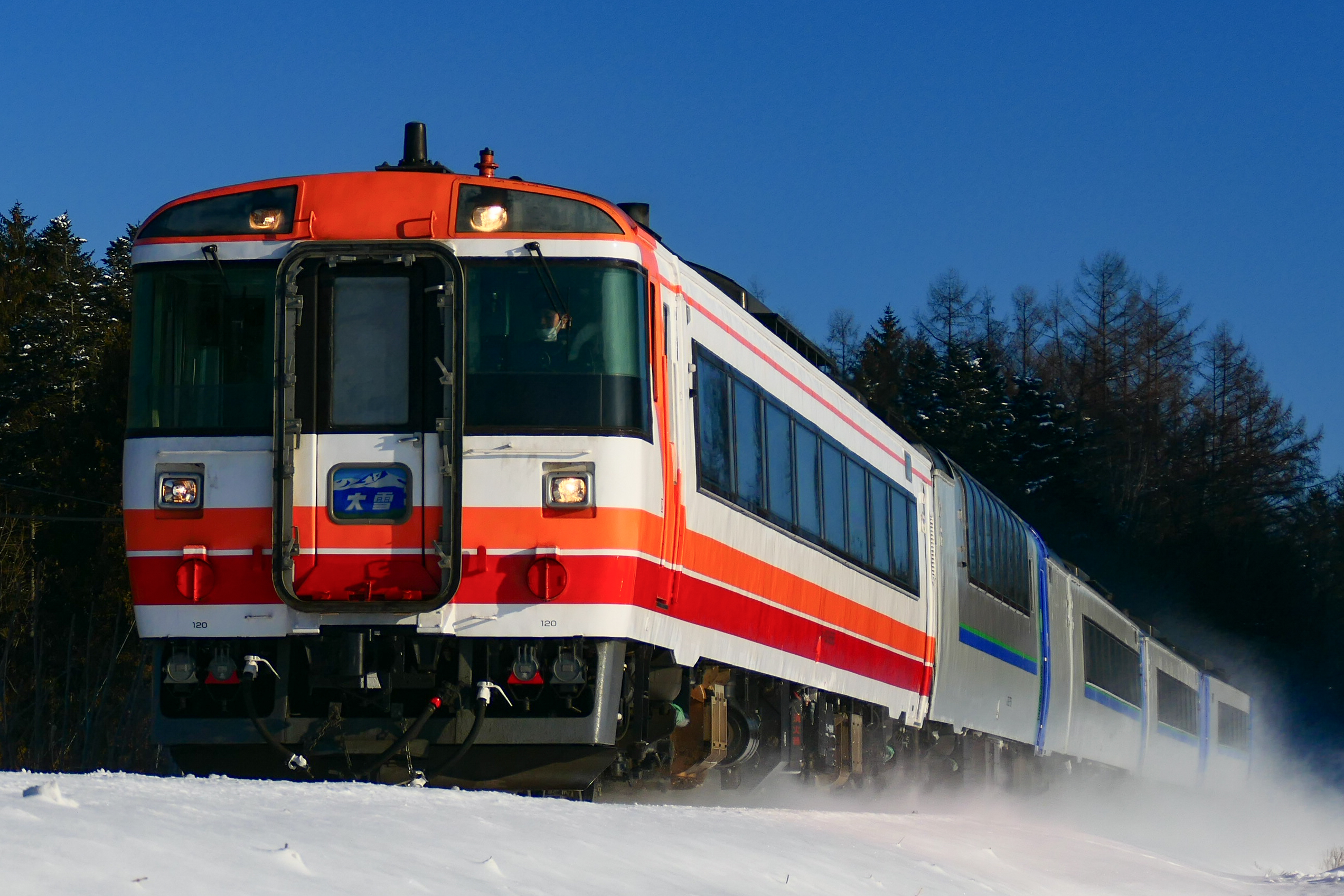
キハ183系
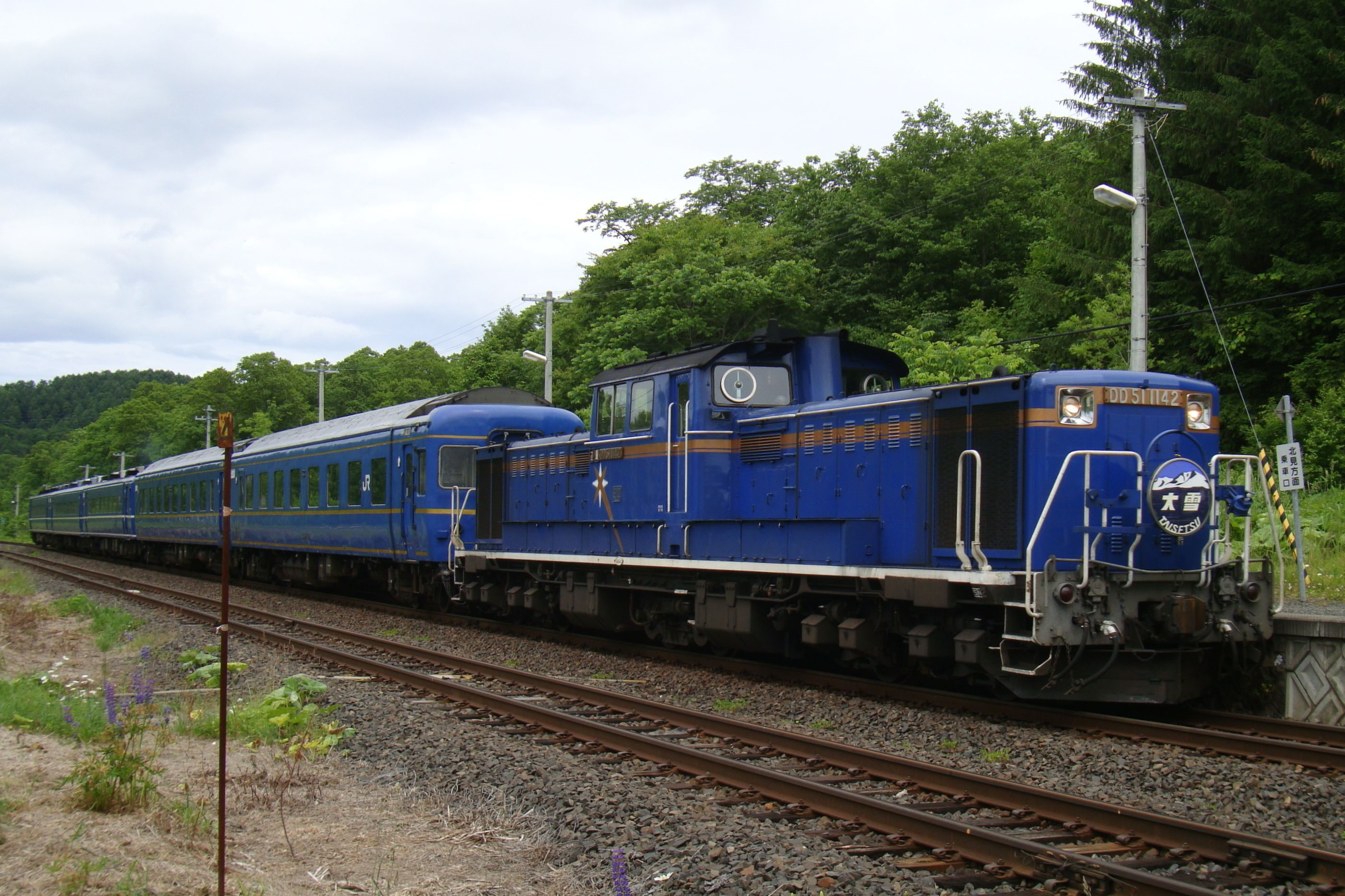
DD51形
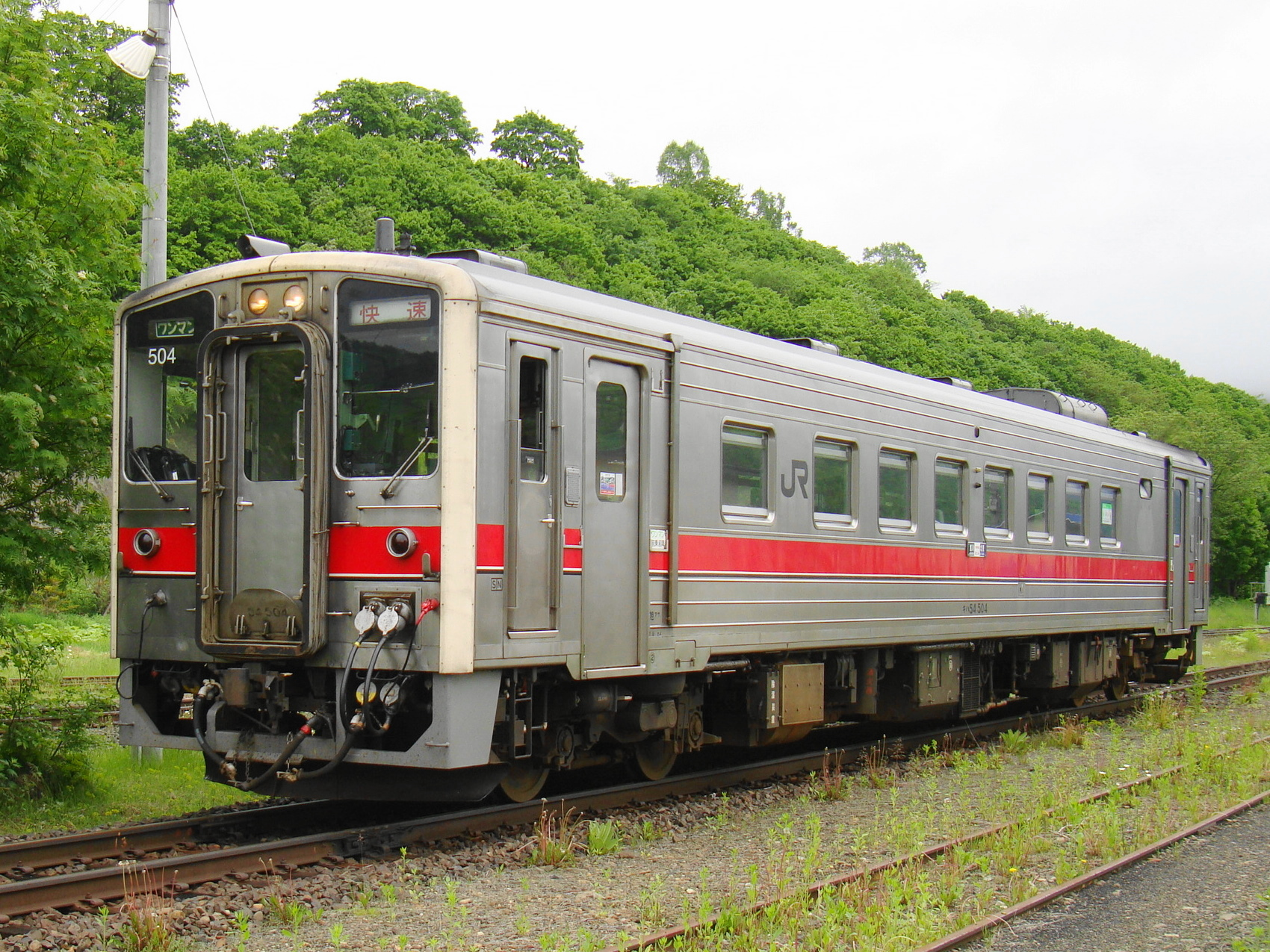
キハ54形500番台
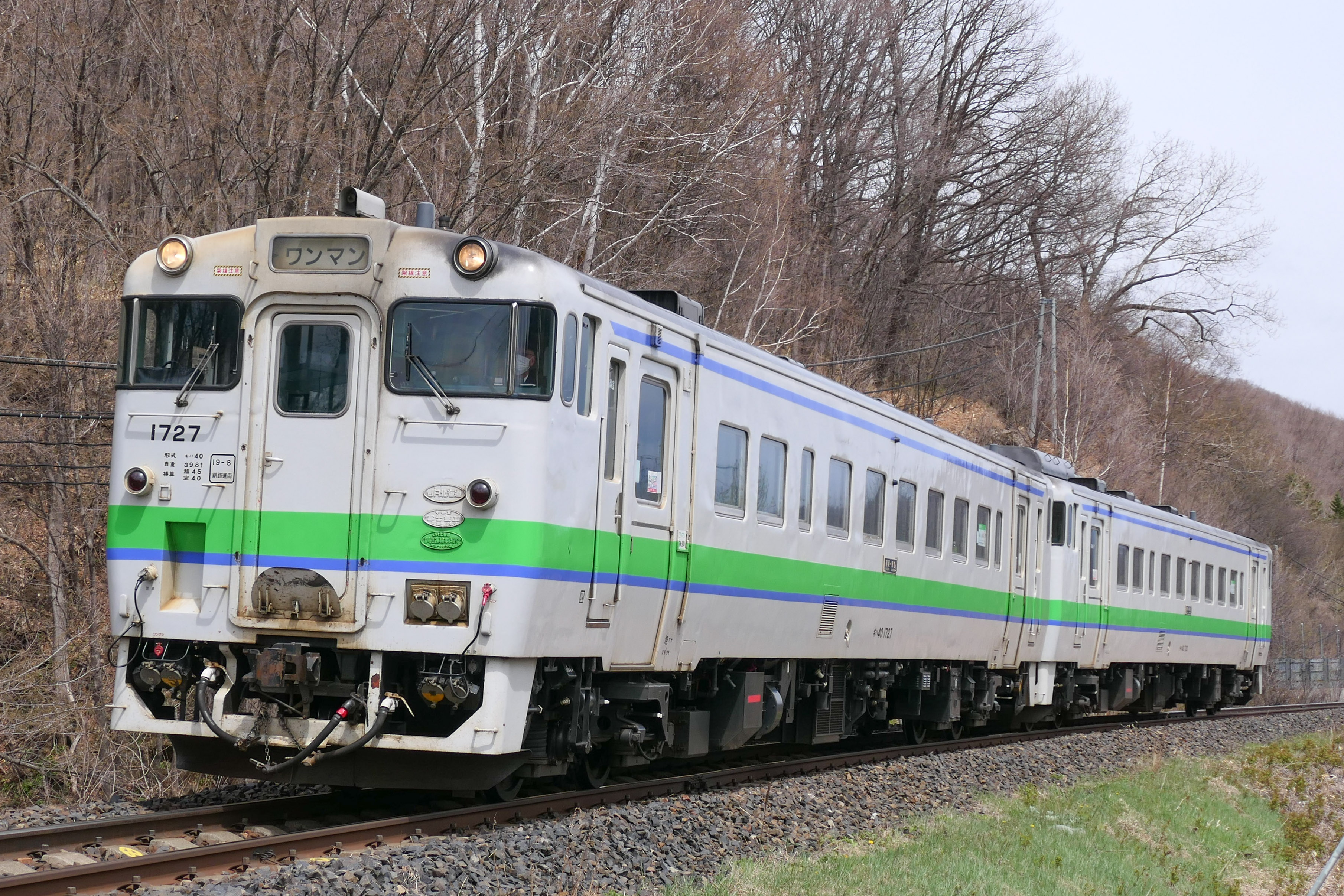
キハ40形

#### 客車
- 14系：急行「大雪」・特急「オホーツク9・10号」のB寝台に使用。
- 50系51形：旭川 - 網走間の普通列車に使用。
- 43系：急行「大雪」・旭川 - 網走間の普通列車に使用。

## データ

### 路線データ
- 管轄（事業種別）・区間（営業キロ）
  - 北海道旅客鉄道（第一種鉄道事業者）
    - 新旭川駅 - 網走駅 234.0 km[2]
      - 全区間が北海道旅客鉄道旭川支社の管轄である。

  - 日本貨物鉄道（第二種鉄道事業者）
    - 新旭川駅 - 北見駅 (181.0 km)[3]
- 駅数：31駅（起終点駅含む）
  - 石北本線所属駅に限定した場合、起点の新旭川駅（宗谷本線所属[30]）が除外され、30駅となる。なお、終点の網走駅は石北本線所属[30]。
  - 一般駅：2駅
  - 旅客駅：29駅
  - 貨物駅：0駅
- 信号場：5か所（中越・上越・奥白滝・下白滝・金華）
- 軌間：1,067 mm（狭軌）[2][4]
- 複線区間：なし（全線単線）[2]
- 電化区間：なし（全線非電化）[4]
- 閉塞方式：自動閉塞式（特殊）
- 保安装置：ATS-SN
- 交換可能な駅は駅一覧を参照。
- 最高速度：95 km/h（全線）

### 輸送密度
区間ごとの輸送密度は以下の通り。当初、JR北海道は全区間ともデータを公開しておらず、2014年（平成26年）度から公開された。2017年（平成29年）12月8日には、過去のデータが発表されている。
| 年度                 | 輸送密度（人/日）   | 輸送密度（人/日） | 備考                                                                   | 出典        |
| 年度                 | 新旭川駅 - 上川駅間 | 上川駅 - 網走駅間 | 備考                                                                   | 出典        |
| -------------------- | ------------------- | ----------------- | ---------------------------------------------------------------------- | ----------- |
| 1975年（昭和50年）度 | 4,357               | 4,357             |                                                                        | [ 報道 23 ] |
| 1980年（昭和55年）度 | 3,446               | 3,446             |                                                                        | [ 報道 23 ] |
| 1984年（昭和59年）度 | 2,713               | 2,713             |                                                                        | [ 新聞 43 ] |
| 1985年（昭和60年）度 | 2,528               | 2,528             |                                                                        | [ 報道 23 ] |
| 1987年（昭和62年）度 | 2,415               | 2,415             |                                                                        | [ 報道 23 ] |
| 1988年（昭和63年）度 | 2,416               | 2,416             |                                                                        | [ 報道 23 ] |
| 1989年（平成元年）度 | 2,360               | 2,360             |                                                                        | [ 報道 23 ] |
| 1990年（平成02年）度 | 2,382               | 2,382             |                                                                        | [ 報道 23 ] |
| 1991年（平成03年）度 | 2,261               | 2,261             |                                                                        | [ 報道 23 ] |
| 1992年（平成04年）度 | 2,156               | 2,156             |                                                                        | [ 報道 23 ] |
| 1993年（平成05年）度 | 2,037               | 2,037             |                                                                        | [ 報道 23 ] |
| 1994年（平成06年）度 | 1,945               | 1,945             |                                                                        | [ 報道 23 ] |
| 1995年（平成07年）度 | 1,880               | 1,880             |                                                                        | [ 報道 23 ] |
| 1996年（平成08年）度 | 1,807               | 1,807             |                                                                        | [ 報道 23 ] |
| 1997年（平成09年）度 | 1,714               | 1,714             |                                                                        | [ 報道 23 ] |
| 1998年（平成10年）度 | 1,671               | 1,671             |                                                                        | [ 報道 23 ] |
| 1999年（平成11年）度 | 1,578               | 1,578             |                                                                        | [ 報道 23 ] |
| 2000年（平成12年）度 | 1,598               | 1,598             |                                                                        | [ 報道 23 ] |
| 2001年（平成13年）度 | 1,560               | 1,560             |                                                                        | [ 報道 23 ] |
| 2002年（平成14年）度 | 1,521               | 1,521             |                                                                        | [ 報道 23 ] |
| 2003年（平成15年）度 | 1,487               | 1,487             |                                                                        | [ 報道 23 ] |
| 2004年（平成16年）度 | 1,467               | 1,467             |                                                                        | [ 報道 23 ] |
| 2005年（平成17年）度 | 1,428               | 1,428             |                                                                        | [ 報道 23 ] |
| 2006年（平成18年）度 | 1,323               | 1,323             |                                                                        | [ 報道 23 ] |
| 2007年（平成19年）度 | 1,288               | 1,288             |                                                                        | [ 報道 23 ] |
| 2008年（平成20年）度 | 1,261               | 1,261             |                                                                        | [ 報道 23 ] |
| 2009年（平成21年）度 | 1,179               | 1,179             |                                                                        | [ 報道 23 ] |
| 2010年（平成22年）度 | 1,182               | 1,182             |                                                                        | [ 報道 23 ] |
| 2011年（平成13年）度 | 1,188               | 1,188             |                                                                        | [ 報道 23 ] |
| 2012年（平成24年）度 | 1,218               | 1,218             |                                                                        | [ 報道 23 ] |
| 2013年（平成25年）度 | 1,157               | 1,157             |                                                                        | [ 報道 23 ] |
| 2014年（平成26年）度 | 1,135               | 1,135             |                                                                        | [ 報道 23 ] |
| 2014年（平成26年）度 | 1,489               | 1,051             |                                                                        | [ 報道 32 ] |
| 2015年（平成27年）度 | 1,141               | 1,141             |                                                                        | [ 報道 23 ] |
| 2015年（平成27年）度 | 1,481               | 1,061             |                                                                        | [ 報道 33 ] |
| 2016年（平成28年）度 | 980                 | 980               | 台風10号による影響を除くため、9 - 12月を除いた数値                     | [ 報道 23 ] |
| 2016年（平成28年）度 | 1,262               | 913               | 台風10号による影響を除くため、9 - 12月を除いた数値                     | [ 報道 34 ] |
| 2016年（平成28年）度 | 1,229               | 880               | 9 - 12月を含む数値                                                     | [ 報道 34 ] |
| 2017年（平成29年）度 | 891                 | 891               |                                                                        | [ 報道 35 ] |
| 2017年（平成29年）度 | 1,188               | 821               | 同年度分より集計方法見直し                                             | [ 報道 36 ] |
| 2018年（平成30年）度 | 844                 | 844               |                                                                        | [ 報道 35 ] |
| 2018年（平成30年）度 | 1,117               | 779               |                                                                        | [ 報道 37 ] |
| 2019年（令和元年）度 | 775                 | 775               |                                                                        | [ 報道 35 ] |
| 2019年（令和元年）度 | 1,047               | 710               | 新型コロナウイルス感染症（COVID-19）の拡大の影響等により、前年度比減少 | [ 報道 38 ] |
| 2020年（令和02年）度 | 442                 | 442               |                                                                        | [ 報道 35 ] |
| 2020年（令和02年）度 | 600                 | 404               | COVID-19の影響により、前年度比大幅減少                                 | [ 報道 39 ] |
| 2021年（令和03年）度 | 448                 | 448               |                                                                        | [ 報道 35 ] |
| 2021年（令和03年）度 | 567                 | 420               |                                                                        | [ 報道 40 ] |
| 2022年（令和04年）度 | 525                 | 525               |                                                                        | [ 報道 41 ] |
| 2022年（令和04年）度 | 643                 | 498               |                                                                        | [ 報道 42 ] |
| 2023年（令和05年）度 | 643                 | 643               |                                                                        | [ 報道 41 ] |
| 2023年（令和05年）度 | 791                 | 608               |                                                                        | [ 報道 43 ] |

### 収支・営業係数
区間ごとの収支（営業収益、営業費用、営業損益）と営業係数は以下の通り。いずれも管理費を含めた金額である。▲はマイナスを意味する。
| 年度                 | 収支（百万円） | 収支（百万円） | 収支（百万円） | 営業 係数 （円） | 備考 | 出典        |
| 年度                 | 営業 収益      | 営業 費用      | 営業 損益      | 営業 係数 （円） | 備考 | 出典        |
| -------------------- | -------------- | -------------- | -------------- | ---------------- | --- | ----------- |
| 2014年（平成26年）度 | 389            | 1,062          | ▲673           | 273              | | [ 報道 32 ] |
| 2015年（平成27年）度 | 375            | 1,108          | ▲733           | 296              | | [ 報道 44 ] |
| 2016年（平成28年）度 | 321            | 1,183          | ▲861           | 368              | | [ 報道 45 ] |
| 2017年（平成29年）度 | 317            | 1,299          | ▲982           | 410              | 同年度分より集計方法見直し                                                                                     | [ 報道 36 ] |
| 2018年（平成30年）度 | 288            | 1,247          | ▲959           | 432              | 北海道胆振東部地震の影響による運輸収入減少等により、前年度比改善                                               | [ 報道 37 ] |
| 2019年（令和元年）度 | 279            | 1,305          | ▲1,026         | 467              | | [ 報道 38 ] |
| 2020年（令和02年）度 | 148            | 1,190          | ▲1,043         | 805              | 新型コロナウイルス感染症（COVID-19）の影響による営業収益の減少、線路や橋梁修繕の減少に伴う営業費用の減少が発生 | [ 報道 39 ] |
| 2021年（令和03年）度 | 149            | 1,262          | ▲1,112         | 845              | | [ 報道 40 ] |
| 2022年（令和04年）度 | 195            | 1,410          | ▲1,215         | 723              | | [ 報道 42 ] |
| 2023年（令和05年）度 | 237            | 1,395          | ▲1,158         | 589              | | [ 報道 43 ] |

| 年度                 | 収支（百万円） | 収支（百万円） | 収支（百万円） | 営業 係数 （円） | 備考                                                                                   | 出典                   |
| 年度                 | 営業 収益      | 営業 費用      | 営業 損益      | 営業 係数 （円） | 備考                                                                                   | 出典                   |
| -------------------- | -------------- | -------------- | -------------- | ---------------- | -------------------------------------------------------------------------------------- | ---------------------- |
| 2014年（平成26年）度 | 1,278          | 4,185          | ▲2,907         | 327              |                                                                                        | [ 報道 32 ]            |
| 2015年（平成27年）度 | 1,220          | 4,055          | ▲2,835         | 332              |                                                                                        | [ 報道 1 ] [ 報道 44 ] |
| 2016年（平成28年）度 | 1,030          | 4,069          | ▲3,039         | 395              | 2016年8月の台風被害の影響による運輸収入減少やバス代行経費増加により、前年度比拡大      | [ 報道 34 ]            |
| 2017年（平成29年）度 | 996            | 4,258          | ▲3,261         | 427              | 同年度分より集計方法見直し                                                             | [ 報道 36 ]            |
| 2018年（平成30年）度 | 916            | 4,378          | ▲3,463         | 478              | 北海道胆振東部地震の影響による運輸収入減少等により、前年度比改善                       | [ 報道 37 ]            |
| 2019年（令和元年）度 | 856            | 4,272          | ▲3,415         | 499              | 新型コロナウイルス感染症（COVID-19）の拡大の影響による運輸収入減少により、前年度比改善 | [ 報道 38 ]            |
| 2020年（令和02年）度 | 457            | 3,948          | ▲3,491         | 865              | COVID-19の影響による運輸収入減少に伴う営業収益減少が発生                               | [ 報道 39 ]            |
| 2021年（令和03年）度 | 485            | 4,192          | ▲3,707         | 864              | 動力費・線路や橋梁の修繕増加に伴う営業費用増加により、前年度比拡大                     | [ 報道 40 ]            |
| 2022年（令和04年）度 | 640            | 4,273          | ▲3,633         | 668              |                                                                                        | [ 報道 42 ]            |
| 2023年（令和05年）度 | 743            | 4,582          | ▲3,839         | 617              |                                                                                        | [ 報道 43 ]            |

## 駅一覧
便宜上、新旭川側の全列車が乗り入れる宗谷本線旭川駅 - 新旭川駅間も合わせて記載する。
- 駅名 … ◇：貨物取扱駅（定期貨物列車の発着なし）
- 累計営業キロは、新旭川駅からのもの。
- 停車駅
  - 普通列車は全ての旅客駅に停車。ただし、一部の列車は▽の駅を通過する。
  - 特快＝特別快速「大雪」、快速＝快速「きたみ」…●：全列車停車、▼：下り列車のみ停車、△：上り一部列車のみ停車、｜：全列車通過
  - 快速「なよろ」…列車記事または宗谷本線を参照
  - 特急…「オホーツク (列車)」参照
- 線路 … ||：複線区間、∨：ここより下は単線、◇・◆・∧・｜：単線区間（◇・◆：列車交換可能、◆：スイッチバック駅、∧：路線終点）
- 全駅北海道内に所在。

| 路線名   | 駅番号       | 駅名       | 営業キロ | 営業キロ | 快速 | 特快                      | 接続路線・備考                        | 線路           | 所在地        | 所在地        | 所在地 |
| 路線名   | 駅番号       | 駅名       | 駅間     | 累計     | 快速 | 特快                      | 接続路線・備考                        | 線路           | 所在地        | 所在地        | 所在地 |
| -------- | ------------ | ---------- | -------- | -------- | ---- | ------------------------- | ------------------------------------- | -------------- | ------------- | ------------- | ------ |
| 宗谷本線 | A28          | 旭川駅     | -        | 3.7      | ●    | ●                         | 北海道旅客鉄道：■函館本線・■富良野線  | \|\|           | 上川管内      | 旭川市        | 旭川市 |
| 宗谷本線 | A29          | 旭川四条駅 | 1.8      | 1.9      | ▼    | ｜                        |                                       | \|\|           | 上川管内      | 旭川市        | 旭川市 |
| 宗谷本線 | A30          | 新旭川駅◇  | 1.9      | 0.0      | ▼    | ｜                        | 北海道旅客鉄道：■宗谷本線（名寄方面） | ∨              | 上川管内      | 旭川市        | 旭川市 |
| 石北本線 | A30          | 新旭川駅◇  | 1.9      | 0.0      | ▼    | ｜                        | 北海道旅客鉄道：■宗谷本線（名寄方面） | ∨              | 上川管内      | 旭川市        | 旭川市 |
| A31      | 南永山駅     | 2.5        | 2.5      | ▼        | ｜   |                           | ｜                                    |                | 上川管内      | 旭川市        | 旭川市 |
| A32      | 東旭川駅     | 2.7        | 5.2      | ▼        | ｜   |                           | ◇                                     |                | 上川管内      | 旭川市        | 旭川市 |
| A34      | 桜岡駅       | 5.0        | 10.2     | ▼        | ｜   |                           | ◇                                     |                | 上川管内      | 旭川市        | 旭川市 |
| A35      | 当麻駅       | 3.7        | 13.9     | ●        | ｜   |                           | ◇                                     | 上川郡         | 上川管内      | 当麻町        |        |
| A37      | 伊香牛駅     | 5.6        | 19.5     | ｜       | ｜   |                           | ◇                                     | 上川郡         | 上川管内      | 当麻町        |        |
| A38      | 愛別駅       | 6.4        | 25.9     | ｜       | ｜   |                           | ◇                                     | 上川郡         | 上川管内      | 愛別町        |        |
| A39      | 中愛別駅     | 6.1        | 32.0     | ｜       | ｜   |                           | ◇                                     | 上川郡         | 上川管内      | 愛別町        |        |
| A41      | 安足間駅     | 6.0        | 38.0     | ｜       | ｜   |                           | ◇                                     | 上川郡         | 上川管内      | 愛別町        |        |
| A43      | 上川駅       | 6.9        | 44.9     | ●        | ●    |                           | ◇                                     | 上川郡         | 上川管内      | 上川町        |        |
|          | 中越信号場   | -          | 57.2     | ｜       | ｜   |                           | ◇                                     | 上川郡         | 上川管内      | 上川町        |        |
|          | 上越信号場   | -          | 64.9     | ｜       | ｜   |                           | ◇                                     | 上川郡         | 上川管内      | 上川町        |        |
|          | 奥白滝信号場 | -          | 73.9     | ｜       | ｜   |                           | ◇                                     | オホーツク管内 | 紋別郡 遠軽町 | 紋別郡 遠軽町 |        |
| A45      | 白滝駅       | 37.3       | 82.2     | ●        | ●    |                           | ◇                                     | オホーツク管内 | 紋別郡 遠軽町 | 紋別郡 遠軽町 |        |
| (A47)    | 下白滝信号場 | -          | 92.7     | ｜       | ｜   |                           | ◇                                     | オホーツク管内 | 紋別郡 遠軽町 | 紋別郡 遠軽町 |        |
| A48      | 丸瀬布駅     | 19.7       | 101.9    | ●        | ●    |                           | ◇                                     | オホーツク管内 | 紋別郡 遠軽町 | 紋別郡 遠軽町 |        |
| A49      | 瀬戸瀬駅     | 7.8        | 109.7    | ｜       | △    |                           | ◇                                     | オホーツク管内 | 紋別郡 遠軽町 | 紋別郡 遠軽町 |        |
| A50      | 遠軽駅       | 11.1       | 120.8    | ●        | ●    |                           | ◆                                     | オホーツク管内 | 紋別郡 遠軽町 | 紋別郡 遠軽町 |        |
| A51      | 安国駅       | 8.0        | 128.8    | ●        | ｜   |                           | ◇                                     | オホーツク管内 | 紋別郡 遠軽町 | 紋別郡 遠軽町 |        |
| A53      | 生田原駅     | 8.9        | 137.7    | ●        | ●    |                           | ◇                                     | オホーツク管内 | 紋別郡 遠軽町 | 紋別郡 遠軽町 |        |
| (A54)    | 金華信号場   | -          | 152.7    | ｜       | ｜   |                           | ◇                                     | オホーツク管内 | 北見市        | 北見市        |        |
| A55      | 西留辺蘂駅▽  | 18.5       | 156.2    | ｜       | ｜   |                           | ｜                                    | オホーツク管内 | 北見市        | 北見市        |        |
| A56      | 留辺蘂駅     | 2.0        | 158.2    | ●        | ●    |                           | ◇                                     | オホーツク管内 | 北見市        | 北見市        |        |
| A57      | 相内駅       | 10.9       | 169.1    | ●        | ｜   |                           | ◇                                     | オホーツク管内 | 北見市        | 北見市        |        |
| A58      | 東相内駅     | 4.6        | 173.7    | ●        | ｜   |                           | ◇                                     | オホーツク管内 | 北見市        | 北見市        |        |
| A59      | 西北見駅     | 2.6        | 176.3    | ●        | ｜   |                           | ｜                                    | オホーツク管内 | 北見市        | 北見市        |        |
| A60      | 北見駅◇      | 4.7        | 181.0    | ●        | ●    |                           | ◇                                     | オホーツク管内 | 北見市        | 北見市        |        |
| A61      | 柏陽駅       | 2.7        | 183.7    | ●        | ｜   |                           | ｜                                    | オホーツク管内 | 北見市        | 北見市        |        |
| A62      | 愛し野駅     | 2.2        | 185.9    | ●        | ｜   |                           | ｜                                    | オホーツク管内 | 北見市        | 北見市        |        |
| A63      | 端野駅       | 1.4        | 187.3    | ●        | ｜   |                           | ◇                                     | オホーツク管内 | 北見市        | 北見市        |        |
| A64      | 緋牛内駅▽    | 7.3        | 194.6    | ●        | ｜   |                           | ◇                                     | オホーツク管内 | 北見市        | 北見市        |        |
| A65      | 美幌駅       | 11.5       | 206.1    | ●        | ●    |                           | ◇                                     | オホーツク管内 | 網走郡        | 美幌町        |        |
| A66      | 西女満別駅▽  | 7.0        | 213.1    | ●        | ｜   |                           | ｜                                    | オホーツク管内 | 網走郡        | 大空町        |        |
| A67      | 女満別駅     | 5.0        | 218.1    | ●        | ●    |                           | ◇                                     | オホーツク管内 | 網走郡        | 大空町        |        |
| A68      | 呼人駅▽      | 7.8        | 225.9    | ●        | ｜   |                           | ◇                                     | オホーツク管内 | 網走市        | 網走市        |        |
| A69      | 網走駅       | 8.1        | 234.0    | ●        | ●    | 北海道旅客鉄道：■釧網本線 | ∧                                     | オホーツク管内 | 網走市        | 網走市        |        |

### かつて旅客駅だった信号場
- 中越信号場：旧・中越駅。2001年（平成13年）7月1日旅客扱い廃止[4][8][9]。
- 上越信号場：旧・上越駅。1975年（昭和50年）12月25日旅客扱い廃止[4][8][9]。
- 奥白滝信号場：旧・奥白滝駅。2001年（平成13年）7月1日旅客扱い廃止[4][8][9]。
- 下白滝信号場：旧・下白滝駅 (A47)。2016年（平成26年）3月26日旅客扱い廃止[25][24][報道 8][新聞 22]。
- 金華信号場：旧・金華駅 (A54)。2016年（平成26年）3月26日旅客扱い廃止[26][24][報道 8][新聞 22]。

### 廃駅・廃止信号場
括弧内は新旭川駅からの営業キロ。
- 北日ノ出駅 (A33)：2021年（令和3年）3月13日廃止[報道 17][報道 18]。東旭川駅 - 桜岡駅間 (7.3 km) 。
- 将軍山駅 (A36)：2021年（令和3年）3月13日廃止[報道 17][報道 18]。当麻駅 - 伊香牛駅間 (17.4 km) 。
- 愛山駅 (A40)：2024年（令和6年）3月16日廃止。中愛別駅 - 安足間駅間 (36.0 km) 。
- 東雲駅 (A42)：2021年（令和3年）3月13日廃止[報道 17][報道 18]。安足間駅 - 上川駅間 (40.4 km) 。
- 天幕駅：2001年（平成13年）7月1日廃止[4][8][9]。上川駅 - 中越信号場間 (50.5 km) 。
- 上白滝駅 (A44)：2016年（平成26年）3月26日廃止[24][報道 8]。奥白滝信号場 - 白滝駅間 (78.9 km) 。
- 旧白滝駅 (A46)：2016年（平成26年）3月26日廃止[24][報道 8]。白滝駅 - 下白滝信号場間 (88.3 km) 。
- 伊奈牛駅：1990年（平成2年）9月1日廃止[4][9]。丸瀬布駅 - 瀬戸瀬駅間 (104.8 km) 。
- 新栄野駅：2006年（平成18年）3月18日廃止[4][報道 2]。瀬戸瀬駅 - 遠軽駅間 (113.0 km) 。
- 生野駅 (A52)：2021年（令和3年）3月13日廃止[報道 17][報道 18]。安国駅 - 生田原駅間 (132.7 km) 。
- 常紋信号場：旧・常紋仮乗降場。1975年（昭和50年）7月1日旅客扱い廃止・信号場化、2017年（平成29年）3月4日廃止[26]。生田原駅 - 金華信号場間 (148.0 km) 。
- 下相ノ内仮乗降場：1967年（昭和42年）10月1日廃止[4]。留辺蘂駅 - 相ノ内駅間 (163.9 km) 。
- 美野仮乗降場：廃止時期不詳（1958年（昭和31年）以降）[4]。緋牛内駅 - 鳥ノ沢仮乗降場間 (196.9 km) [注釈 7]。
- 鳥ノ沢仮乗降場：1971年（昭和46年）7月1日廃止[4]。緋牛内駅 - 美幌駅間 (201.7 km) 。

### 廃止区間
貨物支線（短絡線）
東旭川駅 - （貨）北旭川駅 (6.2 km)
1986年（昭和61年）11月1日休止。1987年（昭和62年）4月1日廃止。実際には国道39号陸橋下の地点から北旭川駅までの数百メートル程度の短絡線で、スノーシェルターがあった。
貨物支線
網走駅 - （貨）浜網走駅 (1.3 km)
1984年（昭和59年）2月1日廃止。

### 過去の接続路線
- 遠軽駅：JR北海道名寄本線 - 1989年（平成元年）5月1日廃止[31][32]。
- 北見駅：北海道ちほく高原鉄道ふるさと銀河線 - 2006年（平成18年）4月21日廃止[33][34]。
- 美幌駅：国鉄相生線 - 1985年（昭和60年）4月1日廃止[33][4]。
- 網走駅：国鉄湧網線 - 1987年（昭和62年）3月20日廃止[33][32]。